# طواف إيطاليا 2009
طواف إيطاليا 2009 (بالإيطالية: 2009 Giro d'Italia)‏ هو سباق دراجات هوائية أقيم بتاريخ 9–31 مايو 2009، تكون السباق من 21 مرحلة وامتدّ لمسافة 3456.5 كم بسرعة 40.138 كم/س، استغرق السباق 86 ساعة 03 دقيقة 11 ثانية. فاز به الروسي دينيس مينتشوف.

## الترتيب
| م                     | الدرّاج          | البلد   | الزمن                     |
| --------------------- | --------------- | ------- | ------------------------- |
| الفائز بالترتيب العام | دينيس مينتشوف   | روسيا   | 86 ساعة 03 دقيقة 11 ثانية |
| حسب النقاط            | دينيس مينتشوف   | روسيا   | -                         |
| التسلق                | ستيفانو جارزيلي | إيطاليا | -                         |